# Agulla SW de Russell
L'Agulla SW de Russell és un cim de 3.029 m d'altitud, amb una prominència de 19 m, que es troba a l'aresta SW del Pic de Russell, al massís de la Maladeta, província d'Osca (Aragó).